# Karolina Kowalkiewicz
Karolina Kowalkiewicz, née le 15 octobre 1985 à Łódź, est une pratiquante d'arts martiaux mixtes (MMA) polonaise. Elle combat actuellement à l'Ultimate Fighting Championship dans la division des poids pailles.

## Carrière en arts martiaux mixtes

### Début de carrière
Karolina Kowalkiewicz a commencé sa carrière de pratiquante d'arts martiaux mixtes à l'âge de seize ans avec le Krav Maga, discipline dans laquelle elle est instructeur. Elle a plus tard reçu une formation en Muay thaï et a décidé d’y faire carrière. Elle est devenue Pro après deux combats amateurs et détient un titre de championne de Pologne amateur.
Karolina a fait ses débuts professionnels en MMA le 18 mai 2012 lors de l'EFS 2: Extreme Fighting Sports 2 contre Marzena Wojas, elle a remporté la victoire par KO au premier round.
Elle a tout d’abord combattu pour l’organisation KSW basée en Pologne (dont elle a été championne poids mouche) avant de se tourner vers l’organisation américaine Invicta FC en novembre 2014.

### Ultimate Fighting Championship
Karolina Kowalkiewicz affrontera la Canadienne Randa Markos lors de l'UFC on Fox: dos Anjos vs. Cerrone 2 le 19 décembre 2015 à Orlando en Floride.

## Palmarès

### Distinctions
- Konfrontacja Sztuk Walki
  - Championne des poids pailles KSW (depuis le 8 juin 2013 face à Marta Chojnoska, une défense face à Jasminka Cive)
  - Combat de la soirée * 3 (1er décembre 2012 face à Paulina Bonkowska, 1er novembre 2014 face à Mizuki Inoue), 21 février 2015 face à Kalindra Faria)
  - Soumission de la soirée (17 mai 2014 face à Jasminka Cive)

### Palmarès en arts martiaux mixtes
| 18 combats     | 12 victoires | 6 défaites |
| Par KO         | 1            | 1          |
| Par soumission | 2            | 1          |
| Sur décision   | 9            | 4          |

| Résultat | Record | Adversaire         | Méthode                           | Événement                                        | Date              | Round | Temps | Lieu                                   | Notes                                                              |
| -------- | ------ | ------------------ | --------------------------------- | ------------------------------------------------ | ----------------- | ----- | ----- | -------------------------------------- | ------------------------------------------------------------------ |
| Défaite  | 12-6   | Yan Xiaonan (en)   | Décision unanime                  | UFC Fight Night 168: Felder vs. Hooker           | 20 février 2020   | 5     | 5:00  | Auckland, Nouvelle-Zélande             |                                                                    |
| Défaite  | 12-5   | Alexa Grasso       | Décision unanime                  | UFC 238: Cejudo vs. Moraes                       | 8 juin 2019       | 3     | 5:00  | Chicago, Illinois, États-Unis          |                                                                    |
| Défaite  | 12-4   | Michelle Waterson  | Décision unanime                  | UFC on ESPN: Barboza vs. Gaethje                 | 30 mars 2019      | 3     | 5:00  | Philadelphie, Pennsylvanie, États-Unis |                                                                    |
| Défaite  | 12-3   | Jéssica Andrade    | KO (coup de poing)                | UFC 228: Woodley vs. Till                        | 8 septembre 2018  | 1     | 1:58  | Dallas, Texas, États-Unis              |                                                                    |
| Victoire | 12-2   | Felice Herrig      | Décision partagée                 | UFC 223: Khabib vs. Iaquinta                     | 7 avril 2018      | 3     | 5:00  | Brooklyn, New York, États-Unis         |                                                                    |
| Victoire | 11-2   | Jodie Esquibel     | Décision unanime                  | UFC Fight Night: Cerrone vs. Till                | 21 octobre 2017   | 3     | 5:00  | Gdansk, Pologne                        |                                                                    |
| Défaite  | 10-2   | Cláudia Gadelha    | Soumission (étranglement arrière) | UFC 212: Aldo vs. Holloway                       | 3 juin 2017       | 1     | 3:03  | Rio de Janeiro, Brésil                 |                                                                    |
| Défaite  | 10-1   | Joanna Jedrzejczyk | Décision unanime                  | UFC 205: Alvarez vs. McGregor                    | 12 novembre 2016  | 5     | 5:00  | New York, États-Unis                   | Pour le titre des poids pailles de l'UFC.                          |
| Victoire | 10-0   | Rose Namajunas     | Décision partagée                 | UFC 201: Lawler vs. Woodley                      | 30 juillet 2016   | 3     | 5:00  | Atlanta, Géorgie, États-Unis           |                                                                    |
| Victoire | 9-0    | Heather Jo Clark   | Décision unanime                  | UFC on Fox: Overeem vs. Arlovski                 | 8 mai 2016        | 3     | 5:00  | Rotterdam, Pays-Bas                    |                                                                    |
| Victoire | 8-0    | Randa Markos       | Décision unanime                  | UFC on Fox: dos Anjos vs. Cerrone 2              | 19 décembre 2015  | 3     | 5:00  | Orlando, Floride, États-Unis           |                                                                    |
| Victoire | 7-0    | Kalindra Faria     | Décision partagée                 | KSW 30: Genesis                                  | 21 février 2015   | 3     | 5:00  | Poznań, Pologne                        | Combat de la soirée.                                               |
| Victoire | 6-0    | Mizuki Inoue       | Décision partagée                 | Invicta FC 9: Honchak vs. Hashi                  | 1er novembre 2014 | 3     | 5:00  | Davenport, Iowa, États-Unis            | Combat de la soirée.                                               |
| Victoire | 5-0    | Jasminka Cive      | Soumission (clé de bras)          | KSW 27: Cage Time                                | 17 mai 2014       | 1     | 3:53  | Gdańsk, Pologne                        | Défend le titre des poids pailles du KSW. Soumission de la soirée. |
| Victoire | 4-0    | Simona Soukupova   | Décision unanime                  | Konfrontacja Sztuk Walki 24: Clash of the Giants | 28 septembre 2013 | 3     | 5:00  | Łódź, Pologne                          |                                                                    |
| Victoire | 3-0    | Marta Chojnoska    | Soumission (étranglement arrière) | KSW 23: Khalidov vs. Manhoef                     | 8 juin 2013       | 1     | 1:11  | Gdańsk, Pologne                        | Prend le titre des poids pailles du KSW.                           |
| Victoire | 2-0    | Paulina Bonkowska  | Décision unanime                  | KSW 21: Final Resolution                         | 1er décembre 2012 | 2     | 5:00  | Varsovie, Pologne                      | Demi Finale des poids pailles du KSW. Combat de la soirée.         |
| Victoire | 1-0    | Marzena Wojas      | TKO (coups de poing)              | Extreme Fighting Sports 2                        | 18 mai 2012       | 1     | 3:12  | Gdynia, Pologne                        |                                                                    |